# MiG-41 (航空機)
MiG-41 / МиГ-41
- 用途：戦闘機
- 分類：迎撃戦闘機
- 設計者：MiG
- 製造者：
- 運用者： ロシア（ロシア航空宇宙軍(予定)）
- 運用開始：2028年を予定
- 運用状況：計画中

MiG-41は（ロシア語:МиГ-41） は、ロシアが開発する予定の迎撃戦闘機。PAK DP（ロシア語：ПАК ДП）とも呼称されるが、これはПерспективный Авиационный Комплекс Дальнего Перехватаの略称で、日本語に訳すと遠距離迎撃将来航空複合体という意味になる。計画では2020年より本格的な開発を開始し、2026年に実用化、2028年からの配備が開始する予定。

## 開発
ロシア航空宇宙軍で旧式化しつつあるMiG-31の代替となる戦闘機を開発するものである。以前の計画には7.01が存在したが、本計画はこれに替わるものである。
開発が明らかになったのは2013年4月で、当時ロシア空軍のヴィクトル・ボンダレフによってその存在が明らかとされた。ボンダレフは国防委員会のMiG-31の再生産について公聴会が実施された際、再生産の意見に対し再生産には巨額の費用を要し（10機の生産に150億ルーブル必要）、代わりに既存のMiG-31の近代化を進め、新型迎撃戦闘機開発に投資したほうが良く、新しい迎撃戦闘機の開発は既に開始されていると発言した。ボンダレフ司令官は2020年に国軍兵器計画が終了する前にこの飛行機を開発できると思うとし、新しい飛行機は2028年までに既存の艦隊を置き換えるべきだと発言している。

### 年表
- 2013年
  - 4月 新しい迎撃戦闘機の開発が明らかとなる[4]。
- 2014年
  - 2月28日、国家院のアレクサンダー・タルナエフ防衛委員会副委員長はMiG-31をベースにしてMiG-41を開発すると発表し、既に研究活動を行うための文章に署名が行われたと発言[5]。
  - 8月11日、ボンダレフ司令官はMiG-31に代わる航空機の開発について2017年より研究開発が開始され、2025年に配備が始まるだろうと発言[6]。
- 2015年
  - 8月11日、ボンダレフ司令官はMiG-41を開発するための開発作業の開始は2019年より早くならないと発言[7][8]。
- 2016年
  - 1月20日、アレクサンダー・タルナエフはMiG-31がMiG-41を開発するための基礎となるかもしれないとし、2020年までに開発が開始されることを排除しないと発言[1]。
- 2017年
  - 1月23日、NIIPの最高経営責任者（CEO）ユーリ・ベリーはタス通信のインタビューに対し、「我々がインターセプターの見通しについて話すならば、親会社のMiGと研究所には新製品の作成に関する提案があるがこの問題に関する作業の開始はまだ行われていない」と発言[9]。
  - 6月15日、イリヤ・タラセンコはコメルサント紙のインタビューで「MiG-31の後継機に取り組んでいる」と発言[10]。
  - 7月14日、MiGのイリヤ・タラセンコはジャーナリストに「現在、ロシア国防省の主な顧客に提案書を提出するために、長距離迎撃機のコンセプトを開発している。近いうちに新しい飛行機に関する研究開発作業を開始することを願っている」と発言[11]。
  - 11月1日、元ロシア空軍司令官で現在連邦院委員会防衛委員長のボンダレフはPAK DPを開発するための開発活動を2018年より開始し、7-10年後の配備開始を望むと発言[12]。
  - 12月13日、UACのセルゲイ・コロトコフは2018年よりPAK DPの開発が始まるだろうと発言したが、一方ですべては国家兵器計画の主要文書のリリースに依存すると述べた。彼は現時点ではMiGと国防省との間で航空機の技術的割り当てについて議論するプロセスであると指摘し「主な点は、顧客の要件が資金調達量に対応していることだ」と強調した[13]。
  - 12月20日、ボンダレフはMiG-41が2025年以前に受領されることはないと発言[14]。
- 2018年
  - 1月4日、UACのセルゲイ・コロトコフが2018年に開発が始まる可能性について言及[15]。
  - 8月17日、MiG-41の研究開発開始が発表される[16]。MiGのイリヤ・タラセンコはMiG-41は神話的なプロジェクトではなく、統一航空機製造会社の後援のもとで作業が集中的に行われており、すぐにその結果が一般に公開されると発言[17]
  - 8月24日、UACのユーリ・シュルサルがPAK DPは2030年頃にMiG-31に取って代わることができるようになると発言[18]。
  - 11月28日、MiGのイリヤ・タラセンコは国防省からの注文を受けて、MiG-31に代わる長距離迎撃航空システムを開発しており、2020年代半ばにこのような複合体の製造と供給を開始する準備ができていると発言[19]。
- 2021年
  - 1月22日、ロステック社は、MiG-41の開発が既に始まった。現在、研究設計作業の段階にある、と発表[20]。

## 設計
MiG-31をベースに開発されるとされたが、後に全くの新型機と明らかにされた。
MiG-31と比較しやや速度やレーダー探知距離、武器の射程が増加されて、ネットワーク能力が強化されるとされる。ステルス性を有し、航続距離は700-1,500km、低空飛行する巡航ミサイルや爆撃機、ドローンだけでなく極超音速ミサイルにも対処可能となり、宇宙での活動も想定されている。北極で動作するために全く新しい技術が使用され、将来的には無人化する計画もある。
速度についてはマッハ4-4.3の速度で飛行するとされている情報も散見されるが、これはロシアの防衛委員会の航空宇宙防衛会議においてテストパイロットであるアナトーリー・クヴォチュールが個人的見解として述べたものであり、ロシア空軍が公式にマッハ4を超える仕様を定めたものではない。一方でボンダレフはMiG-41は世界で最も速い戦闘機となることが想定されると発言している。
レーダーにはNIIPが開発したものを搭載予定であり、2015年8月よりシステムの外観を決定する研究作業が開始された。このレーダーは近代化されたザスロンやバルス、イールビス、Su-57などレーダーシステムの開発経験に基づいて開発される。
武装としてR-37ミサイル及び根本的に新しいミサイル、極超音速ミサイルを搭載できるとされる。